# Jurij Valentyinovics Trifonov

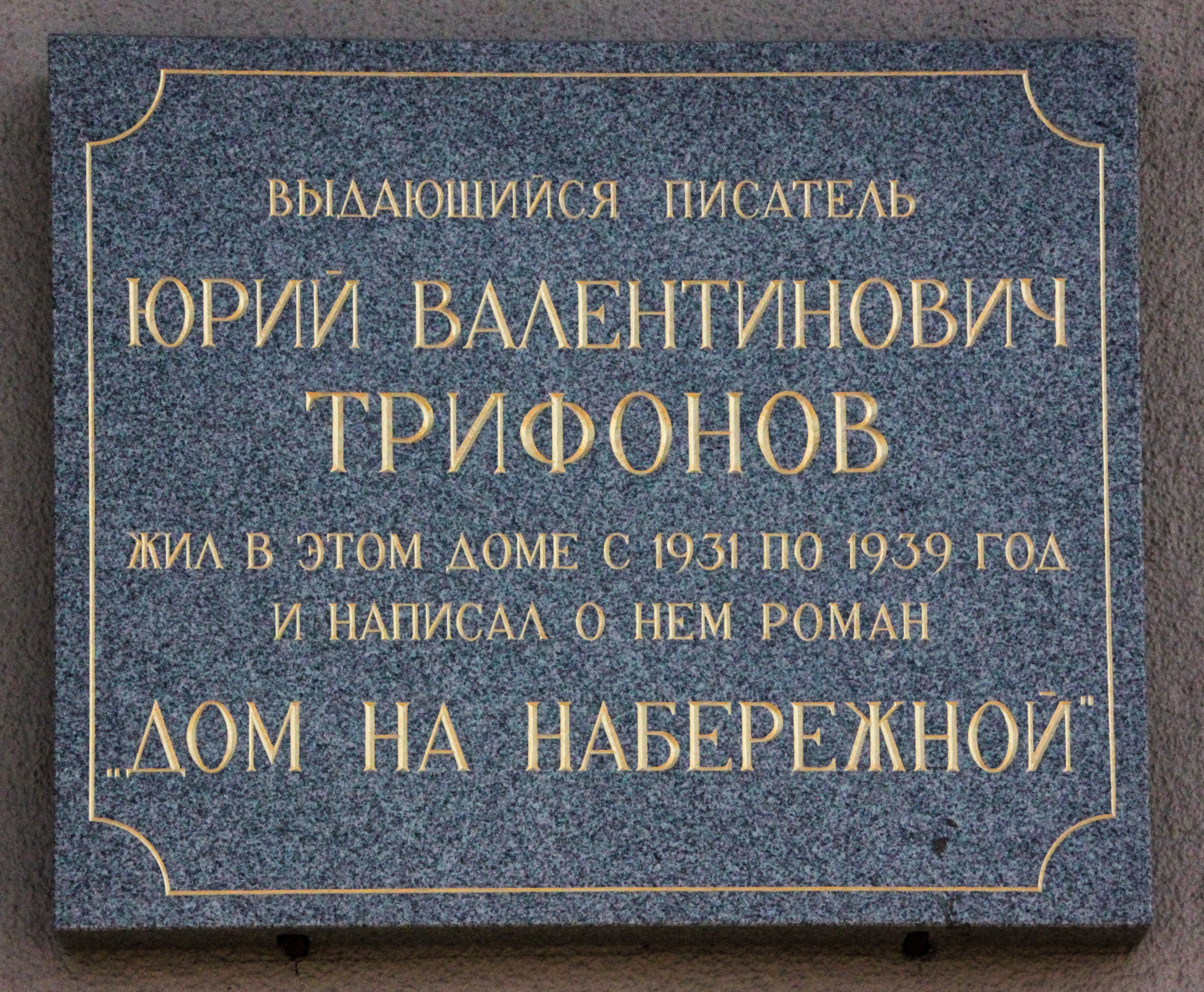
Emléktáblája annak a háznak a homlokzatán, ahol 1931 és 1939 között élt

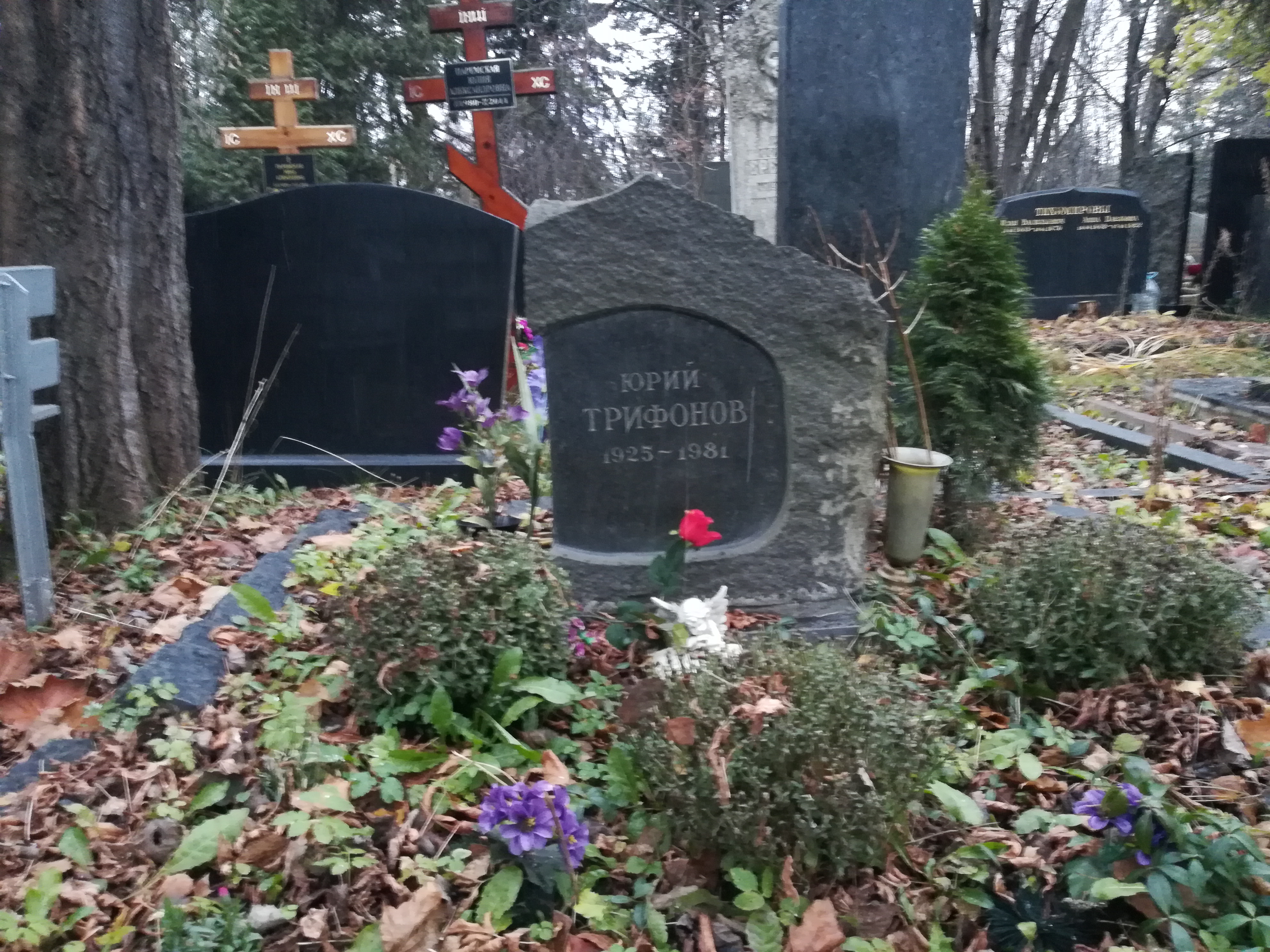
Sírja a Kuncevói temetőben

Jurij Valentyinovics Trifonov (cirill betűkkel: Юрий Валентинович Трифонов; Moszkva, 1925. augusztus 28. – 1981. március 28.) orosz író. 1981-ben esélyesnek számított az irodalmi Nobel-díjra.

## Pályafutása
Szülei a sztálini önkény áldozataivá váltak: édesapját 1937-ben tartóztatták le, majd 1938-ban agyonlőtték, édesanyja nyolc évet töltött munkatáborban. Ezek az emlékek Trifonov egész életére kihatottak, s műveiben is megjelennek. A második világháború során egy moszkvai repülőgépgyárban dolgozott, 1949-ben szerzett diplomát a Gorkij Irodalmi Főiskolán. 1950-ben jelent meg Diákok című regénye, ebben a műben elsőként mutatta be az értelmiségi ifjúság háború utáni helyzetét. Ezt követő regényeiben, az ún. moszkvai kisregényekben olyan értelmiségieket mutatott be, akik a kispolgári környezetükkel meghasonlottak, azonban nem tudták azt maguk mögött hagyni. A Máglyafény (1965) c. kötete édesapja emlékét idézi, akárcsak Az öreg (1978) című munkája. Regényeinek sajátos jellemzője, hogy az időviszonyok kötetlenek. 1981-ben látott napvilágot utolsó írása, a Hely és idő című regény, mely összefoglaló jellegű.

## Magyarul
- Diákok; ford. V. Rab Zsuzsa; Új Magyar Könyvkiadó, Bp., 1951
- Diákok; ford. V. Rab Zsuzsa; 2., jav. kiad.; Ifjúsági, Bp., 1953
- Sirályok a sivatagban. Regény; ford. Szirmai Marianne; Kossuth, Bp., 1965
- Hosszú búcsúzás; ford. Árvay János et al.; Európa, Bp., 1974
- Türelmetlenség; ford. Brodszky Erzsébet; Kossuth, Bp., 1976
- Válságban. Kisregények / Válságban / Hosszú búcsúzás / Csere; ford. Árvay János, Fejér Irén, Makai Imre; Európa, Bp., 1976 (Európa zsebkönyvek)
- Ház a rakparton; ford. Szabó Mária, utószó Katona Erzsébet; Európa, Bp., 1977 (Modern könyvtár)
- A másik élet; ford. Szabó Mária; Magvető, Bp., 1978 (Rakéta Regénytár)
- Jurij Trifonov–Jurij Ljubimov: Csere. Dráma; ford. Elbert János, rend. Jurij Ljubimov; Szigligeti Színház–Verseghy Ferenc Megyei Könyvtár, Szolnok, 1979 (A Szolnoki Szigligeti Színház műhelye)
- Az öreg; ford. Szabó Mária; Magvető, Bp., 1980 (Világkönyvtár)
- Máglyafény; ford. V. Tóth Erzsébet; Magvető, Bp., 1982 (Tények és tanúk)
- Hely és idő; ford. Szabó Mária; Magvető, Bp., 1983 (Világkönyvtár)
- Tótágast álló ház; ford. Szabó Mária; Magvető, Bp., 1983 (Rakéta Regénytár)
- Planetáris szenvedély. Elbeszélések, vallomások; vál. Katona Erzsébet, ford. Albert Csilla et al.; Európa, Bp., 1985
- Eltűnés; ford. Szabó Mária; Magvető, Bp., 1988 (Világkönyvtár)